# Microsoft Student Partners
Microsoft Student Partners — всемирная образовательная программа, в рамках которой выбираются творческие, технически подкованные студенты, имеющие отношение к ИТ. Программа повышает шансы участников на будущее трудоустройство, предлагая им пройти курсы по дисциплинам, не преподаваемым в университетах, в том числе обучение по технологиям Microsoft.
Программа действует в большинстве стран мира и доступна для всех студентов, обучающихся в заведениях средне-специального и высшего уровней образования. При приеме в программе от участников предполагается дальнейшее распространение информации о программе в своем академическом сообществе, например, проведение курсов, презентаций и создание проектов, связанных с Microsoft Student Partners.

## История
Программа MSP была начата в 2001 году и действовала в 15 странах в течение пяти лет. В конце 2006 года действие программы было расширено до 50 стран. На текущий момент программа действует более чем в 80 странах.

## Цель
MSP программа направлена на повышение студентов к трудоустройству и повышение осведомленности студентов о технологиях Microsoft. Student Partners предлагает подготовки, особенно в конкретных продуктах.
В целом, программа направлена на повышение осведомленности о продуктах Microsoft, программам и инициативам. Таким образом, программа помогает расширить базу пользователей продуктов Microsoft, и приводит к лучшему наличию образованной рабочей силы в этих технологиях.

## Членство
Программа MSP является активной по всему миру для студентов, колледжей и университетов. Microsoft выбирает несколько квалифицированных студентов из каждого учреждения в сроки, которые выступают в качестве представителей. Как правило, Microsoft Student Partners это наука, основная для инженерных или бизнес школ высшего образования.
Microsoft предлагает компенсацию участникам программы Student Partners на основе почасовой оплаты труда (только в некоторых странах) и различных программных и аппаратных средств, которые распространяются на них для тестирования и рекламных целях. Student Partners также получили доступ к MSDN Premium Subscriptions на поддержку их рекламной деятельности.

## Деятельность
Student Partners получает доступ к последним программным обеспечениям Microsoft, средствам разработки, справочным материалам, событиям индустрии и возможностям профессиональной подготовки. MSP используется также для развития стимулов, например, Microsoft Imagine Cup, а также программ, таких как Ultimate Steal и его партнерскую программу.